# Scyrotis namakarooensis
Scyrotis namakarooensis là một loài bướm đêm thuộc họ Cecidosidae. Loài này có ở Namibia.